# Anchor Protocol
Az Anchor Protocol a Terra blokklánc legismertebb projektje. Eleinte az Aave mintájára készült hitelplatform, amelynek szerves része egy webalkalmazás. Az Anchor Protocol jelenleg 12 milliárd dollárnyi kriptovalutát kezel.
A webalkalmazással vagy közvetlenül az okosszerződéssel interaktáló felek a következő műveleteket hajthatják végre:
- hitelezhetnek az okosszerződésnek, ami a gyakorlatban az UST stablecoin lekötését jelenti. Ezért a protokoll eleinte a kriptopiacon egyedülálló, 20 százalékos éves hozamot biztosított. Ez 2022 májusában egy governance javaslat hatására dinamikus kamatozásúra változott
- kölcsönt vehetnek fel az okosszerződéstől, amennyiben erre megfelelő fedezetet biztosítanak meghatározott kriptovalutákban jegyezve
- likviditást biztosíthatnak az ANC governance token és az UST kereskedéséhez
- leköthetik az ANC governance tokent
Az Anchor Protocol a hitelezőknek fizetett kamatokat részben a fedezetként biztosított proof-of-stake kriptovaluták stakeléséből származó hozamokból, részben (ideiglenesen) az alapítók hozzájárulásából biztosítja. A protokoll saját governance tokenje az ANC, aminek birtokosai szavazati joggal rendelkeznek a protokoll működését befolyásoló kérdésekben. A protokoll a kamatok egy részét ANC tokenben fizeti ki.
Az Anchor Protocol speciális UST-alapú kriptovalutája az aUST (Anchor UST), ami az UST-nek egy mesterségesen deflálódó változata. Az UST lekötésekor az interaktáló fél a gyakorlatban aktuális árfolyamon aUST-re vált, aminek az értéke az okosszerződésben meghatározott ütemben garantáltan nő.